# Rebecca Gayheart
Rebecca Gayheart, född 12 augusti 1971 i Hazard i Kentucky, är en amerikansk skådespelerska.
Gayheart föddes i Hazard och växte upp i närliggande Pinetop. När Gayheart var 15 flyttade hon till New York där hon gick ut York's Professional Children's School varefter hon började sin karriär som fotomodell och skådespelerska. Gayheart är gift med skådespelaren Eric Dane och den 3 mars 2010 fick de sitt första barn, dottern Billie Beatrice.

## Filmografi
- 1994 – Den andra jorden (TV-serie)
- 1995 – Beverly Hills (TV-serie)
- 1996 – Somebody Is Waiting
- 1997 – Inget att förlora
- 1997 – Scream 2
- 1998 – Hairshirt
- 1998 – Urban Legend
- 1999 – Jawbreaker
- 2000 – From Dusk Till Dawn 3
- 2000 – Urban Legends: Final Cut
- 2000 – Shadow Hours
- 2001 – Doppelganger
- 2003 – Mitt liv som död (TV-serie)
- 2004 – Nip/Tuck (TV-serie)
- 2005 – Santa's Slay
- 2013 – G.B.F.